# Johor Darul Ta'zim Football Club II
Ne pas confondre avec le Johor FC.
Maillots
Le Johor FA est un club malaisien de football basé à Johor Bahru. César Ferrando en devient l'entraineur depuis fin août 2013.

## Palmarès
- Championnat de Malaisie (1)
  - Champion : 1991

- Coupe de Malaisie (2)
  - Vainqueur : 1985 et 1991
  - Finaliste : 1992

- Coupe de la Fédération de Malaisie (1)
  - Vainqueur : 1998